# Jean Bureau

Wappen des Jean Bureau

Jean Bureau (* um 1390 in Semoine; † 5. Juli 1463 in Paris) war Seigneur de Montglat (oder Montglas), Maître de l’Artillerie des Königs Karl VII. von Frankreich und der erste abendländische Militär, der durch den massiven Einsatz von Artillerie einen Sieg auf dem Schlachtfeld davontrug. In der Schlacht von Castillon schlug er die Engländer so entscheidend, dass der Hundertjährige Krieg zum Ende kam.

## Biografie
Jean Bureau war der zweite Sohn des Pariser Bürgers Simon Bureau († 1438) und dessen Ehefrau Helene; er wurde in Semoine in der Champagne geboren und studierte Recht in Paris. Während der Besetzung Nordfrankreichs unter dem Regenten Bedford war er Kommissar im Châtelet (1425).
1434 verließ er die Hauptstadt und schloss sich Karl VII. an. In seinen Diensten versah er erst die Aufgabe eines Steuereinnehmer in Paris (1436–1441), ab 1439 dann – nach der Belagerung von Meaux – das Amt des Maître de l'artillerie de France, der Oberbefehlshaber der französischen Artillerie. Gemeinsam mit seinem jüngeren Bruder Gaspard Bureau, Seigneur de Villemomble, reorganisierte er die Artillerie und baute die Nutzung von Kanonen ein. Beide befehligten persönlich die Artillerie inklusive der Bogenschützen in sämtlichen Schlachten in der Normandie und in Guyenne (1449–1453).
Jean Bureau nahm an den Belagerungen von Pontoise (1441) und Harfleur (1449) teil, sowie an der Einnahme von Bayeux und der Kapitulation von Caen. In Guyenne kämpfte er bei Bergerac und den Burgen von Montguyon und Blaye; die Belagerung und Einnahme von Libourne war sein Verdienst. 1440 wurde er zum Trésorier de France pour la langue d‘oil (Nordfrankreich) und 1443 zum Maître des comptes. 1444 wurde er Bailli und Kapitän von Meaux und Beauté-sur-Marne. 1450–1452 war er Prévôt des marchands in Paris.
Nach der vollständigen Unterwerfung der Guyenne ernannte ihn Karl VII. zum Seigneur de Montglat und 1451 zum Bürgermeister von Bordeaux, wo er das Château Trompette bauen ließ. Jean Bureau geriet jedoch in Konflikte mit den Bürgern der Stadt, vor allem dem Captal de Buch; die Stadt rebellierte und die Engländer konnten sich 1452 dort wieder festsetzen.
Im Jahr darauf, während des zweiten Guyenne-Feldzugs 1453, schlug Jean Bureau die englischen Truppen unter John Talbot entscheidend in der Schlacht von Castillon. Diese Schlacht bedeutete das endgültige Ende der englischen Herrschaft in Aquitanien und schließlich auch das Ende des Hundertjährigen Kriegs.
König Ludwig XI. machte Jean Bureau anlässlich seiner eigenen Krönung 1461 zum Chevalier. Nach seinem feierlichen Einzug in Paris logierte Ludwig XI. in Bureaus Maison des Porcherons im Nordwesten der Stadt. Seine Tochter Isabelle heiratete 1463 einen der Söhne von Jacques Cœur, Geoffroy.

## Nachkommen
- Pierre Bureau, * 1421, † Juli 1456, Apostolischer Protonotar, Erzdiakon von Reims, 1447 Bischof von Orléans, 1451 Bischof von Béziers,
- Jean Bureau, † 2. Mai 1490 in Paris, Erzdiakon von Paris, 1457 Bischof von Béziers, Abt von Morigny
- Tochter ; ⚭ Nicolas de La Balue, Bruder des Kardinals Jean de La Balue
- Isabeau ⚭ Geoffroy, Sohn von Jacques Cœur,